# Huércal-Viator
Huércal-Viator (hiszp. Estación de Huércal-Viator) – stacja kolejowa w Huércal de Almería, w Prowincji Almería, we wspólnocie autonomicznej Andaluzja, w Hiszpanii. Obsługuje również pobliską gminę Viator.

## Położenie stacji
Znajduje się na linii kolejowej Linares Baeza – Almería w km 243,906.

## Linie kolejowe
- Linia Linares Baeza – Almería